# Grete Nissl
Margareta Huberta Christina Nissl (verheiratete Salcher; * 30. Oktober 1911 in Hötting; † unbekannt) war eine österreichische Skirennläuferin.

## Leben
Grete Nissl war die Tochter des Innsbrucker Gutsbesitzers Robert Nissl und dessen Ehefrau Frieda Nissl. Sie besuchte die Real- und Haushaltsschule und war anschließend im Büro ihres Vaters tätig. Dort lernte sie 1932 den ebenfalls aus Innsbruck stammenden Skisportler und Sportlehrer Hubert Salcher (1905–1981) kennen, mit dem sie sich nach Ende ihrer sportlichen Karriere 1937 verlobte und den sie später heiratete (1938 genehmigte das Rasse- und Siedlungshauptamt einen entsprechenden Antrag). Hubert Salcher machte in der Schutzstaffel Karriere, wo er bis zum SS-Hauptsturmführer aufstieg. Grete Nissl trat 1934 der zu diesem Zeitpunkt in Österreich illegalen NSDAP bei und war förderndes Mitglied der SS. Von 1937 bis zu ihrer Hochzeit leitete sie das Café Max in Innsbruck. Am 20. Mai 1938 beantragte sie die reguläre Aufnahme in die NSDAP und wurde rückwirkend zum 1. Mai desselben Jahres aufgenommen (Mitgliedsnummer 6.240.913). Nach dem Zweiten Weltkrieg war ihr Mann Eigentümer des Hotels Germania in Bad Gastein, Obmann des Skiclubs Bad Gastein und als Vorsitzender des Planungskomitees für die Durchführung der dortigen Alpinen Skiweltmeisterschaften 1958 verantwortlich.

## Karriere
1936 nahm Nissl an den Olympischen Winterspielen in Garmisch-Partenkirchen teil, wobei sie in der Kombination den 13. Platz belegte und damit beste Österreicherin wurde. Kurz zuvor hatte sie bei den Österreichischen Skimeisterschaften Gold in der Abfahrt und der Kombination gewonnen.

## Erfolge

### Olympische Winterspiele
- Garmisch-Partenkirchen 1936: 13. Kombination

### Österreichische Meisterschaften
- Gold in der Abfahrt (1936)
- Gold in der Kombination (1936)